# Diplonevra gnoma
Diplonevra gnoma är en tvåvingeart som beskrevs av Corona och Brown 2005. Diplonevra gnoma ingår i släktet Diplonevra och familjen puckelflugor. Inga underarter finns listade i Catalogue of Life.